# Carl de Neergaard
 Der er flere personer med dette navn, se Carl Neergaard (flertydig).
Carl de Neergaard (født 2. marts 1800 på Ringsted Kloster, død 2. august 1850 i Ems) var en dansk godsejer og politiker.

## Godsejeren
Carl de Neergaard var søn af godsejer Peter Johansen de Neergaard (død 1835). Han blev 1819 student fra Roskilde Katedralskole og tog næste år Anden Eksamen, men måtte derefter af helbredshensyn gå over til landvæsenet. Det friluftsliv, han således kom til at føre, gengav ham helbredet. Først var han 1821-26 forpagter af Fuglsang og Priorskov på Lolland under vejledning af Johan Ditlev Friderichsen og 1826-30 ejer af Nørlund Slot og Torstedlund i Aalborg Amt, men overtog derefter, da faderens godser deltes mellem sønnerne, Gunderslevholm og Kastrupgård samt Antvorskovs og Gyldenholms skove, i alt over 1200 tønder hartkorn og næsten 4000 tdr. land skov. Godserne var den gang i mådelig stand, men Neergaard var en udmærket landmand, indførte en forbedret driftsmåde og brugte tidlig nye landbrugsredskaber, ligesom han særlig lagde vind på at udvikle sin besætning: han lagde derved grunden til den gunderslevholmske kvægstamme, der videre uddannedes af J.B.H. Andersen. ligeledes virkede han for fæstegodsets opkomst, bl.a. ved at indkalde driftige langelændere, medens de fæstere fjernedes, som ikke kunde udrede deres afgifter. Dog var han meget rimelig i sine krav til fæsterne (tog altid kun ringe indfæstning) og var gerne rede til at hjælpe dem, der ville gøre forbedringer på jorder og bygninger. i sit testamente fastsatte han også en plan til fæstegodsets salg, og halvdelen af dette købtes derefter af fæsterne. Særlig omhu viste han for sine skove, indførte en mere forstmæssig drift og sørgede for deres bedre afrunding og for beplantning af de åbne steder. Hans godser fik derfor et helt nyt udseende i de 20 år, han styrede dem; 1847 købte han tillige Charlottendal ved Slagelse.

## Politikeren
Hans virksomhed indskrænkedes ikke til hans egen snævrere kreds. Han var 1833 en af hovedmændene ved stiftelsen af Sorø amts landøkonomiske selskab, blev dets næstformand og 1845 dets formand og fremkaldte særlig dets samvirken med Præstø Amts Landboforening om fælles dyrskuer og udstillinger 1843-47. End videre blev han 1839 medlem af Landhusholdningsselskabets ene agerbrugskommission, og da man 1848 opgav den tidligere regel kun at vælge præsidenterne ud af de københavnske medlemmer, valgtes han enstemmig til dette hverv. Han var siden 1832 medlem af den overordnede tiendekommission og siden 1839 landvæsenskommissær, var 1840-44 medlem af en kommission om statsskovene og derefter af direktionen for landstutterivæsenet. Også var han siden 1842 medlem af Sorø Amtsråd og så fremdeles. Størst betydning fik dog hans deltagelse i det politiske liv. 1834 valgtes han af de sjællandske sædegårdsejere til Roskilde stænderforsamling og gav siden møde i alle samlinger lige til 1848 samt var fra første færd blandt dens mest fremragende medlemmer. han tog ikke alene vigtig del i forhandlingerne om landboforhold, men også om de almindelige politiske spørgsmål og hyldede i det hele mådeholdne fremskridt. Han tog således ordet både for tallotteriets ophør, toldbeskyttelsens gradvise ophævelse, konsumtionens afskaffelse og næringsfrihed; derimod var han 1838 en skarp modstander af forslaget om sognebåndets løsning (skrev et eget modskrift imod Vilhelm Birkedal om denne sag) og 1844 af Balthazar Christensen og Johan Christian Drewsens optræden for bondestanden, der i hans øjne var en meget skadelig agitation. 1848 valgtes Neergaard, der samme år havde taget vigtig del i herregårdsskytternes oprettelse, i Slagelsekredsen til den grundlovgivende Rigsforsamling (imod Carl Christian Alberti) og blev her både formand for Finansudvalget og medlem af grundlovsudvalget. Han hørte afgjort til højre side, udtalte sig både for census til Folketinget og klassevalg til Landstinget og advarede indtrængende imod almindelig valgret, hvorfor han også til sidst var med at nedlægge skriftlig indsigelse mod Grundloven i dens endelige skikkelse. Han var i januar 1849 medstifter af den (konservative) «patriotiske Forening» og blev senere medlem af dens bestyrelse. Han fik sæde i Den Store Landbokommission og valgtes af 2. kreds (Nordsjælland) til Landstinget. også her toges hans evner stærkt i brug, men allerede i maj 1850 blev han syg og rejste i juli til Ems, hvor han døde 2. august. 1841 var han bleven udnævnt til etatsråd og 1848 til Ridder af Dannebrog.
Neergaard ægtede 1832 sit søskendebarn Elisabeth Arnoldine de Fine Mourier (17. december 1811 – 11. september 1883), datter af proprietær Ch. Mourier til Hindemae (1776 – 1859), men ægteskabet var barnløst.
Han er begravet på Gunderslev Kirkegård. Der findes et posthumt maleri af Henrik Olrik 1872 på Gunderslevholm efter litografi af I.W. Tegner 1851.